# Bufonia
Bufonia – rodzaj roślin z rodziny goździkowatych obejmujący ok. 33 gatunki. Przedstawiciele występują w basenie Morza Śródziemnego od wysp Makaronezji po Afganistan i Pakistan. Północna granica zasięgu rodzaju przechodzi przez centralną Francję, Szwajcarię, Serbię, Rumunię i Ukrainę.

## Morfologia
Rośliny jednoroczne, byliny i krzewinki. Liście równowąskie, przylegające do łodygi. Kwiaty 4-krotne. Pręcików 4-8. Słupki 2. Owocem jest torebka otwierająca się dwoma łatkami.

## Systematyka
Rodzaj zaliczany jest do plemienia Alsineae i podrodziny Alsinoideae w obrębie rodziny goździkowatych. 
Wykaz gatunków
- Bufonia alta Gilli
- Bufonia anatolica Chrtek & Krísa
- Bufonia calderae Chrtek & Krísa
- Bufonia calyculata Boiss. & Balansa
- Bufonia capitata Bornm.
- Bufonia capsularis Boiss. & Hausskn.
- Bufonia chevalieri Batt.
- Bufonia duvaljouvii Batt. & Trab.
- Bufonia elata Boiss.
- Bufonia enervis Boiss.
- Bufonia ephedrina Sam. ex Rech.f.
- Bufonia hebecalyx Boiss.
- Bufonia koelzii Rech.f.
- Bufonia kotschyana Boiss.
- Bufonia leptoclada Rech.f.
- Bufonia macrocarpa Ser.
- Bufonia macropetala Willk.
- Bufonia micrantha Boiss. & Hausskn.
- Bufonia multiceps Decne.
- Bufonia murbeckii Emb.
- Bufonia oliveriana Ser.
- Bufonia pabotii Chrtek & Krísa
- Bufonia paniculata Dubois
- Bufonia parviflora Griseb.
- Bufonia perennis Pourr.
- Bufonia ramonensis Danin
- Bufonia sintenisii Freyn
- Bufonia stapfii Bornm.
- Bufonia stricta (Sm.) Gürke
- Bufonia takhtajanii Nersesian
- Bufonia tenuifolia L.
- Bufonia tenuifolia Moc. & Sessé ex Ser.
- Bufonia virgata Boiss.